# (5101) Akhmerov
(5101) Akhmerov est un astéroïde de la ceinture principale.

## Description
(5101) Akhmerov est un astéroïde de la ceinture principale. Il fut découvert le 22 octobre 1985 à Naoutchnyï par Lioudmila Jouravliova. Il présente une orbite caractérisée par un demi-grand axe de 3,01 UA, une excentricité de 0,12 et une inclinaison de 10,7° par rapport à l'écliptique.

## Compléments